# There’s No Disgrace Like Home
«There's No Disgrace Like Home» (укр. Немає місця ганебнішого, ніж дім) — четверта серія першого сезону мультсеріалу «Сімпсони», прем'єра якої відбулась 28 січня 1990 року у США на телеканалі «Fox».

## Сюжет

Гомер рознімає Барта і Лісу

Родина Сімпсонів відправляються на пікнік до містера Бернса — злого багатія, якого все ж, приваблює добра атмосфера у сім'ї. Гомер стараючись не осоромитись просить всіх членів родини вести себе культурно. Однак, на пікніку Барт одразу починає ганятися за лебедями, Ліса залазить до фонтану, а Мардж напивається пуншу та починає співати. Згодом Гомер і Барт беруть участь у змаганнях зі стрибків в мішках, де за правилами переможцем обов'язково має стати містер Бернс. Хоча Барт ледве не виграє, але Гомер встигає його зупинити. Відвозячи сім'ю додому Гомер бачить, які насправді у них стосунки. Намагаючись щось вдіяти, Гомер бере сім'ю та показує життя інших родин, ходячи від будинку до будинку та зазираючи у вікна.
У відчаї Гомер йде до Мо, де бачить рекламу «Центру сімейної терапії доктора Марвіна Монро». Твердо вирішивши, направитись туди із сім'єю Гомер, закладає сімейний телевізор, щоб оплатити сеанс.
Безуспішно спробувавши спочатку звичайні методи, доктор Монро прописує їм шокову терапію, суть якої полягає в тому, що кожний член родини прив'язаний до стільця з електрикою і вони можуть вдаряти електричним струмом одне одного. Сімпсони починають безперестанку бити одне одного електрикою, ледве не призвівши до перевантаження мережі. Після цього доктор Монро заявляє, що не в змозі вилікувати їх та повертає (як було зазначено в рекламі) їм гроші у подвійному розмірі. Незважаючи ні на що, Сімпсони раді такому повороту подій і вирішують купити на ці гроші новий телевізор.

## Виробництво
Автори і критики відзначають, що у серії більшість персонажів поводять себе зовсім не так, як в подальших серіях. Наприклад, Ліса не слухається батька, поводить себе невиховано і безвідповідально.

## Перша поява
У цій серії також вперше з'являються: Чух і Сверблячка, Марвін Монро, Едді і Лу. Лу отримав своє ім'я в честь Лу Вайтейкера, гравця Головної бейсбольної ліги.

## Цікаві факти
- У Великій Британії телеканал BBC почав показ «Сімпсонів» саме з цієї серії[1].
- У цій серії Барт вперше промовляє фразу: «Don't Have A Cow, Man», а містер Бернс вперше каже свою відому фразу про «спуск собак» (англ. «releasing the hounds»)[3].
- У цій серії містера Бернса звуть Стенлі, а не Монтґомері.
- Образ містера Бернса, озвучений Крістофером Коллінзом, спочатку писався з Рональда Рейгана, але потім сценаристи відмовилися від цієї ідеї. В даній серії, ідея з вітальними листівками до працівників пародіює те, як Рейган вітав людей[2].
- Цю серію показували в літаку у фільмі «Міцний горішок 2».
- «Дружня» сім'я, з якою Гомер після пікніку порівнює свою родину, так само відвідує «Центр сімейної терапії».
- У 2006 році цей епізод увійшов до десятки найкращих епізодів від Метта Ґрейнінґа[джерело?].
- Коли відвідувачі бару дивляться бокс по телевізору, коментатор говорить про перемогу боксера, якого в українському перекладі звуть Віталій Кличко.

## Культурні відсилання
- Назва серії — відсилання до фрази «There's no place like home» (укр. Нема такого місця, як дім) — цитати з фільму «Чарівник країни Оз».
- Маєток Бернса — відсилання до фільма «Громадянин Кейн»[1].
- Сцена з шоковою терапією — відсилання до фільма Стенлі Кубрика «Механічний апельсин».
- Сцена в авто з повторенням репліки «один з нас» (англ. «one of us») є відсиланням до фільму жахів Тода Браунінга «Потвори»[4].
- Коли Мардж напивається, вона співає пісню Діна Мартіна «Hey, Brother, Pour the Wine» (укр. Наливайте нам вина).
- Сцена, в якій Сімпсони б'ють одне одного електричним струмом схожа на сценку з шоу Лорела і Харді, як вони одне в одного кидають тортами[5].